# 迷宮のレンブラント
『迷宮のレンブラント』（めいきゅうのレンブラント、原題：Incognito）は、1997年公開のアメリカ映画。天才的な贋作の技術を持つ画家が、レンブラントの贋作を手掛けたことによって巻き込まれる事件を描くサスペンス映画。監督は『張り込み』や『アサシン』のジョン・バダム、出演は『スピード2』のジェイソン・パトリックと『ふたりのベロニカ』のイレーヌ・ジャコブ。

## ストーリー
ニュー ヨークの画家であるハリー・ドノヴァン（ジェイソン・パトリック）は、絵画の技術と才能を生かし、足が付きにくい画家の贋作を描いて生活している。そんなハリーのもとへ、55万ドルの報酬でレンブラントの贋作を描いてほしいという依頼がくる。自分の個展がキャンセルとなったことに苛立つ彼は、この仕事を引き受けることを決意し、アムステルダムでレンブラントの作品についての研究を始める。研究のために訪れたパリでは、レンブラントを研究する美しい女学生マリーケ（イレーヌ・ジャコブ）と出会い、一夜をともにする。ハリーはアムステルダムへ戻ると、研究成果を注ぎ込んでレンブラントの贋作を描き上げる。美術鑑定者たちが次々とレンブラントの作品であると判定していくなか、ロンドンでの最終鑑定の場に現れた鑑定者の一人がマリーケであることにハリーは驚く。マリーケは実はレンブラント研究を専門とする教授であり、彼女だけがこの作品をレンブラントの真作ではないと主張する。

## キャスト
| 役名                         | 俳優                   | 日本語吹替 |
| ---------------------------- | ---------------------- | ---------- |
| ハリー・ドノヴァン           | ジェイソン・パトリック | 池田秀一   |
| マリーケ・ファンデンブルック | イレーヌ・ジャコブ     | 小金澤篤子 |
| アラスター・デイヴィーズ     | トーマス・ロックイヤー | -          |
| ターリー                     | イアン・リチャードソン | -          |
| ミルトン・ドノヴァン         | ロッド・スタイガー     | 宮田光     |
| ジョン                       | イアン・ホルム         | -          |

※その他の日本語吹替：大友龍三郎／篠原大作／桑原たけし／清川元夢／篠原正典／岸野一彦／滝雅也／林真之介／桜澤凛／石丸純／原真名美／松本義一／加藤沙織／柳沢真由美／花輪英司